# 生存之鏈
生存之鏈（英語：Chain of Survival）是一套急救醫療的流程，若患者接受適當的緊急醫療處置，即可降低心搏停止的死亡率，一條生存之鏈的強度取決於其最脆弱的環節。
據統計，有70%至90%的心臟停止患者在到院前死亡（OHCA）。若在醫護人員介入前，心臟停止的患者可以接受正確的緊急醫療處置（由發現心臟停止患者的人或周圍民眾施行），则心臟驟停的死亡率可以得到有效控制。

## 背景
根據美國心臟協會統計，美國每年有超過30萬人發生醫院外心臟驟停。心臟停止三分鐘後，由於血液供應不足，大腦功能便會開始受損；超過十分鐘時，患者的存活機率將會微乎其微。
為提高醫院外心臟驟停患者的存活率，美國心臟協會—国际复苏联盟於2000年代初期開始推廣生存之鏈的概念。最初，該鏈條僅由四个步骤组成：啟動緊急醫療系統、心肺復甦術、去顫以及高級心臟血管救命術。隨著多年的改版，美國心臟協會添加了患者復甦後護理（2010年）、身體及情緒恢復（2020年），並於2020年發表針對嬰兒、兒童及青少年的兒科生存之鏈。
Mary M. Newman是心臟驟停基金會（Sudden Cardiac Arrest）聯合創始人兼總裁、首席執行官以及匹兹堡大学国家早期去颤中心的前任执行主任，她於1989年時，在《緊急醫療服務雜誌》（Journal of Emergency Medical Services）首先描述了生存之鏈的概念，并於1990年第一期《急救心臟護理》（Emergency Cardiac Care）的社論中進一步宣傳。1992年，該理念被美國心臟協會採用，並於同年度的心臟復甦與急救指南中做詳細的描述，而國際復甦聯盟也於1997年採用了此概念。

## 步驟

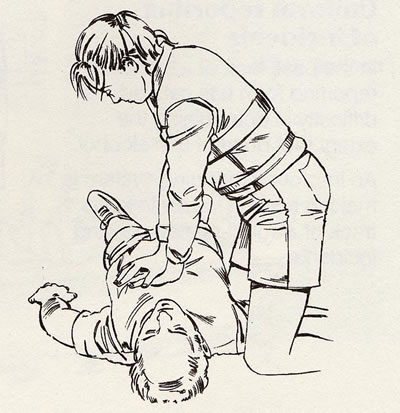
心肺復甦術示意圖。

生存之鏈包含六個環節：
1. 心臟停止的早期發現
2. 啟動緊急醫療系統
3. 心肺復甦術（CPR）
4. 使用AED進行去顫
5. 高級心臟血管救命術及患者復甦後照護
6. 身體及情緒恢復

### 心肺復甦術

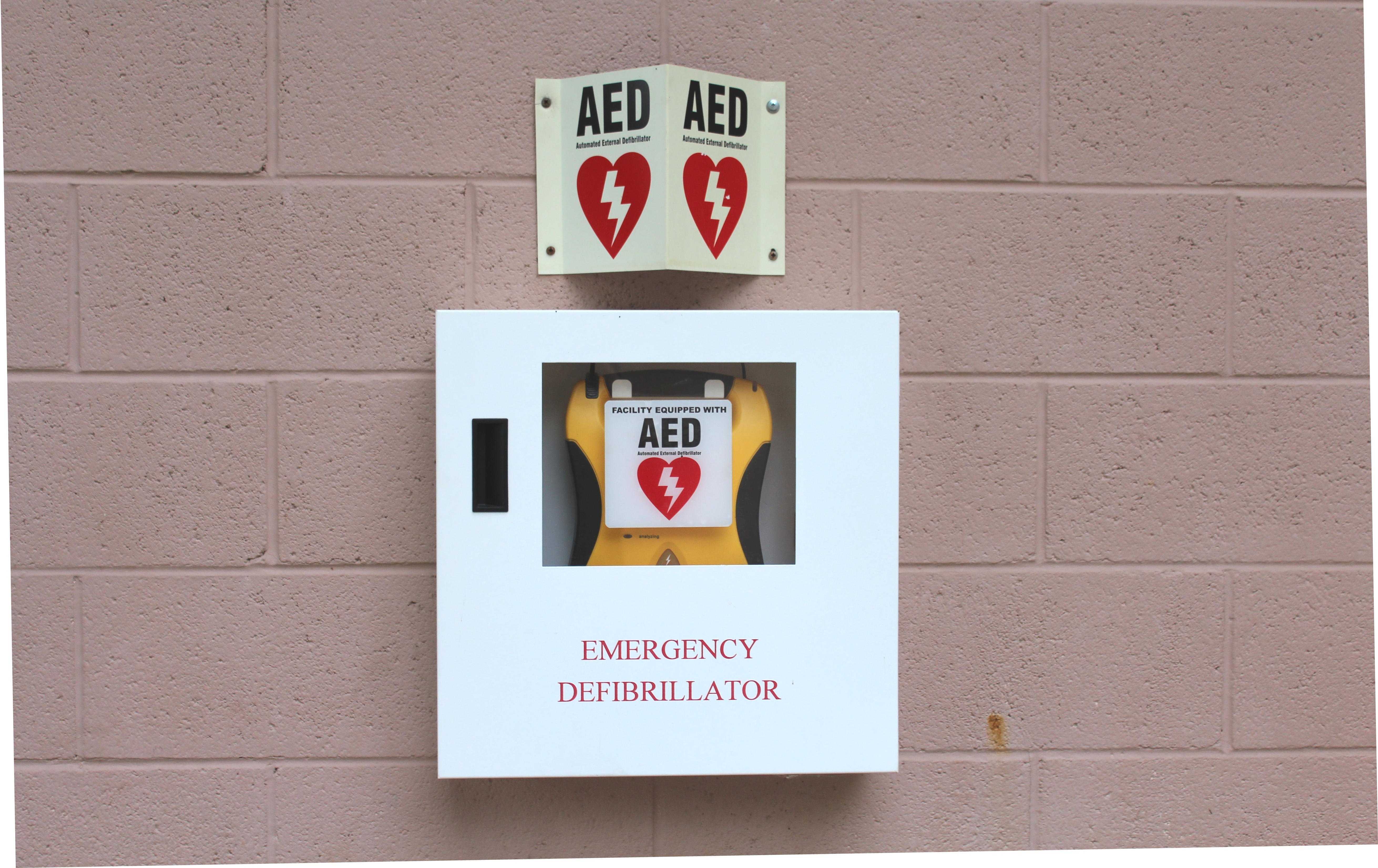
設立於公共場所的自動體外心臟除顫器。

當發現患者倒下後，最有效的緊急措施為旁觀者立即執行心肺復甦術（CPR）。美國心臟協會於2015年發表的指南中再次强调了在急救人員抵達前，讓更多旁觀者執行CPR的重要性，因為目前只有不到40%的院外心脏骤停患者接受過CPR。该指南建议非專業人員对疑似心脏骤停的人进行心肺復甦術，因为CPR对患者造成伤害的總體風險很低，即使他们的心脏並没有停止跳動。正确執行心肺复苏术可以使心臟處於可電擊節律狀態的時間延長10~12分鐘。

### 體外去顫
多數在發生心臟驟停後存活的患者經常處於心室顫動或無脈搏心室性心搏過速。因此，體外去顫的步驟是生存之鏈中最有效提高存活率的方式，因為成功的執行體外去顫將可以立即恢復患者的正常心跳。據統計，到院前使用自動體外去顫器（AED）執行體外去顫可以使患者的存活率提高約30%。
雖然在前一環節中，CPR可以人為地維持患者的血液流動，然而僅有去顫是重新啟動患者正常心律的方法。據統計，約有40%經歷心臟停止的患者接受CPR的緊急治療，但只有不到12%的人在緊急救護人員抵達前接受AED的電擊。更重要的是，若患者没有接受體外快速去顫，每分鐘生存機率將會減少10%。
隨著大眾意識到體外快速去顫的重要性，許多國家皆已推動在公共場所設置AED。AED內置預錄的語音教學，操作者僅需依據指示為患者進行體外去顫即可。如果没有AED，則僅持續執行CPR，直到急救人員攜帶AED抵達現場，這便是及早識別心臟驟停並立即尋求援助的重要性。
體外去顫是提高院外心臟驟停存活率的關鍵，當其餘步驟皆正確執行時，此環節對提高存活率的重要性最大。

### 高级心臟血管救命術（ACLS）
由受過進階訓練的醫護人員提供高级心臟血管救命術是生存之鏈的另一項關鍵。部分可執行ACLS的救護車可使用藥物來控制患者的疼痛、心律異常、休克和肺充血，並監測心律以辨別可能致命的異常心律並適時介入治療。過程中常使用嗎啡、氧氣、硝酸甘油和阿司匹林（合稱為“MONA”）這四種藥物作為到院前的緊急治療手段。
ACLS救護車可將患者的心電圖傳送至醫院交由醫師判讀，縮短到院後後續治療的準備時間，且該方法已被證明可改善患者的預後。若到院前患者出現其餘併發症，救護人員可透過CPR、體外去顫及靜脈注射藥物等手段來穩定患者生命徵象。

### 患者復甦後照護
2020年10月，美国心臟協會增添本環節作為生存之鏈最後一個步驟。此環節的內涵除了患者於醫院進行後續治療、追蹤外，也涵蓋心臟驟停事件對患者造成的焦慮、抑鬱以及創傷後壓力評估，上述都可能影響患者再次發生心臟驟停的機率。因此，美國心臟協會建議此類患者接受全面性的身體檢查，尤其是關於神經、心肺功能以及認知障礙的評估與必要的治療，並且更進一步的制定包含多個科別的出院計劃，使其能回復正常生活與工作的能力。

## 外部連結
- "The Links in the Chain of Survival," （页面存档备份，存于） 美國心臟協會
- "Chain of Survival: Converting a Nation," 公民心肺復甦基金會 （Citizen CPR Foundation）
- Sudden Cardiac Arrest Foundation （页面存档备份，存于）

- 医学主题